# Andrei Nemykin
Andrei Alekseyevich Nemykin (en ruso: Андрей Алексеевич Немыкин) (Rusia, 20 de febrero de 1972) es un exfutbolista ruso que jugaba en la posición de guardameta.

## Clubes
| Club                        | País  | Año       |
| --------------------------- | ----- | --------- |
| FC Armavir                  | Rusia | 1991      |
| FC Kubán Krasnodar          | Rusia | 1992      |
| FC Niva Slavyansk-na-Kubani | Rusia | 1992      |
| FC Kubán Krasnodar          | Rusia | 1993-1994 |
| FC Niva Slavyansk-na-Kubani | Rusia | 1994-1995 |
| FC Kubán Krasnodar          | Rusia | 1996      |
| FC Kolos Pavlovskaya        | Rusia | 2000      |
| FC GNS-Spartak Krasnodar    | Rusia | 2000-2007 |